# Грб Зрењанина
Грб града Зрењанина, у садашњем облику, усвојен је 8. јула 2008. године, а представља грб који је био у употреби од 1769, када је Велики Бечкерек добио статус трговишта, до 1944. године.

## Историјат грба
У периоду када је град носио име Велики Бечкерек (до 1935.) у употреби је био грб који је представљао Успињање Девице Марије на небо. Овај грб град је добио 1769. године, када је указом Марије Терезије проглашен за трговиште, те тиме стекао право и на сопствена обележја – печат и грб. Грб је присутан на бројним мапама и градским картама, а стављао се и на публикације. Званично је могао да се користи до 1919. године, али је коришћен све до краја Другог светског рата, односно до када је град носио име Петровград (1935-1946).

### Изглед грба
Грб је у облику овалног или кружног штита са сребрним рубом који је са обе стране окружен златном нити, чији завршетак је у горњем делу. Из њега на све стране зрачи небеска светлост. Блажена Девица Марија у усправном положају, лицем напред окренута, окружена је херувимима, у облацима распоређеним у полукругу који одвајају штит. Глава јој је окружена сјајним нимбом, отпуштена коса пада низ лево раме, руке стављене за молитву на грудима, обучена у бело одело, светлоплави огртач изнутра пресвучен скерлетом. Доњи део штита као основу заузима под црвене боје састављеног од плоча наизменице и видљиво поређаних. У средини почива тело Блажене Девице Марије на отвореном месту, дајући утисак погребног одра са откривеним покровом, златним свећњацима и свећама које горе. Апостолима, којих је с једне стране три, а с друге четири, главе су окружене нимбом, тужног лица, гестовима који изражавају бол, окружују и прате поштовану мајку свог божанског учитеља. Изнад грба види се зидина града са пет кула у облику круне, подлога је плава, а ликови сребрнасте боје.

## У Краљевини Југославији
Након успостављања Краљевине Срба, Хрвата и Словенаца, 25. фебруара 1920. под‌жупан Торонталске жупаније упутио је упозорење свим среским и градским начелницима „да је у последње време све приметнија употреба старих мађарских жигова са мађарским грбовима” и подсетио на наредбу Министарства унутрашњих дела о забрани њихове употребе. Зато је 14. августа 1922. великом жупану Великог Бечкерека из Београда стигла наредба о забрани коришћења грба Бечкерека на печатима, јер печати морају бити са грбом државе – двоглавим орлом.
Међутим, 1939. године, Председништво савеза градова Краљевине Југославије одлучило је да састави нацрт Правилника о заштити градских грбова, због чега је послало упит градској управи Петровграда с питањем да ли Петровград има свој грб. Одговор градске управе Петровграда стигао је 13. маја исте године, у ком се потврђује да Петровград доиста има свој грб, и то онај дарован граду 1769. године. Ипак, речено је и да се тај грб службено више не употребљава, али се ставља на публикације, мапе и градске карте.

## Грб у време комунизма
На својој седници одржаној 24. јануара 1967. одборници Скупштине општине Зрењанин усвојили су одлуку од томе да општина може имати свој амблем, чији су облик и садружина утврђени годину дана касније, тачније 13. марта 1968. године. Све до 2008. године, град Зрењанин носио je овај амблем, који није испуњавао хералдичке стандарде, дело вајара Стевана Дукића.

## Повратак на стари грб
Дана 11. јула 2008. године, граду Зрењанину враћен је стари грб са стилизовним приказом успења Пресвете Богородице.